# Tochni
Tochni (gelegentlich auch Tokhni, griechisch Τόχνη, türkisch Tochni) ist ein Ort im Bezirk Larnaka, Republik Zypern. Im Jahr 2021 hatte er 439 Einwohner.

## Lage
Der Ort liegt auf der Südseite Zyperns, etwa mittig zwischen Larnaka und Limassol. Er liegt unweit nördlich der Autobahn 1. Die nächsten Orte sind Chirokitia und Kalavasos.

## Geschichte
Vor dem Massaker im August 1974 hatte Tochni eine zu gleichen Teilen türkisch- und griechisch-zypriotische Bevölkerung. In der Nacht vom 14. auf den 15. August 1974 entführte und tötete die EOKA-B, eine griechisch-zypriotische paramilitärische Miliz, 85 männliche türkisch-zypriotische Einwohner. Praktisch zeitgleich wurden von der EOKA-B im heute türkisch okkupierten Teil der Insel auch die Massaker von Maratha, Santalaris und Aloda verübt.

### Bevölkerungsentwicklung
Die folgende Tabelle zeigt die Bevölkerung von Tochni, wie sie in den in Zypern durchgeführten Volkszählungen erfasst wurde.
| Jahr      | 1881 | 1891 | 1901 | 1911 | 1921 | 1931 | 1946 | 1960 | 1976 | 1982 | 1992 | 2001 | 2011 | 2021 |
| Einwohner | 469  | 561  | 648  | 617  | 691  | 762  | 895  | 843  | 441  | 394  | 297  | 322  | 424  | 439  |

## Sehenswürdigkeiten

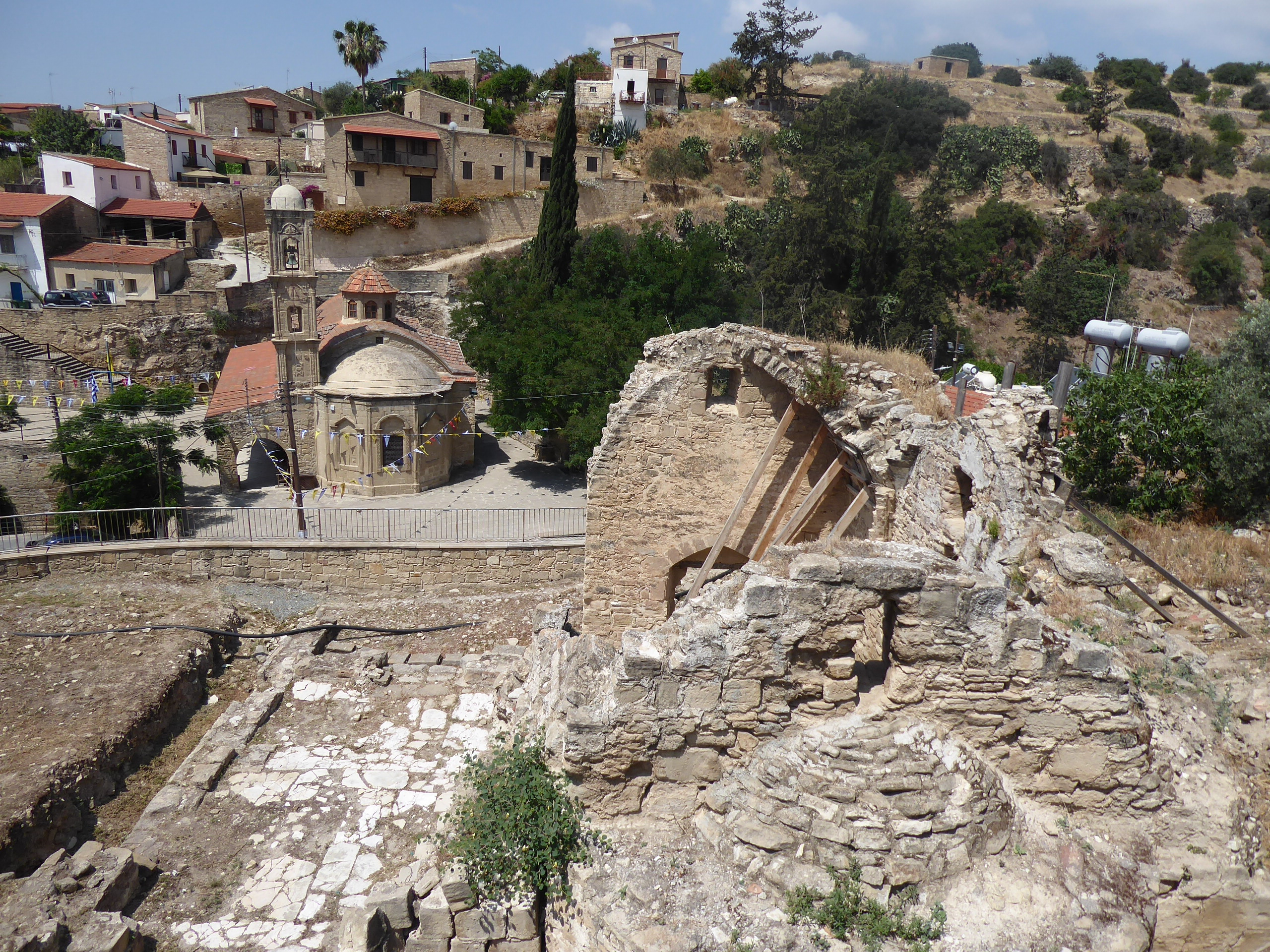
Alte lateinische Kirche (Timios Stavros) und Kirche der Heiligen Konstantin und Helena im Hintergrund

Im Zentrum von Tochni kann man die Ruinen einer lateinischen Kirche besichtigen. Von dort aus kann man auf die orthodoxe Kirche der Heiligen Konstantin und Helena blicken. Die Moschee, die Madrasa und der islamische Friedhof befinden sich im östlichen Ortsteil. Um die regionale Tradition zu erhalten, stehen in Tochni weiterhin die typischen Steinhäuser, die nach und nach restauriert werden. Die Steine dafür werden in einem nahen Steinbruch abgebaut.